# Hull Shore Drive und Nantasket Avenue
Hull Shore Drive und Nantasket Avenue sind aneinander anschließende Straßen auf dem Stadtgebiet von Hull im Bundesstaat Massachusetts der Vereinigten Staaten. Sie bieten Zugang zum Schutzgebiet Nantasket Beach und sind seit dem Jahr 2004 gemeinsam als Historic District in das National Register of Historic Places eingetragen. Beide Straßen sind Teil des Metropolitan Park System of Greater Boston, wobei die Nantasket Avenue ebenfalls Teil der Massachusetts Route 228 ist.